# Cenogmus
Cenogmus is een geslacht van kevers uit de familie van de loopkevers (Carabidae). De wetenschappelijke naam van het geslacht is voor het eerst geldig gepubliceerd in 1898 door Sloane.

## Soorten
Het geslacht Cenogmus omvat de volgende soorten:
- Cenogmus castelnaui Csiki, 1932
- Cenogmus interioris (Castelnau, 1867)
- Cenogmus opacipennis (Chaudoir, 1878)